# Hexatoma (Eriocera) grisea
Hexatoma (Eriocera) grisea is een tweevleugelige uit de familie steltmuggen (Limoniidae). De soort komt voor in het Palearctisch gebied.